# ويليس فاغنر ويرث
ويليس فاغنر ويرث (بالإنجليزية: Bill Wirth)‏ هو عالم حشرات أمريكي، ولد في 17 أكتوبر 1916 في دونبار في الولايات المتحدة، وتوفي في 3 سبتمبر 1994 في غينزفيل في الولايات المتحدة.